# Opeatostoma pseudodon
Opeatostoma pseudodon (nomeada, em inglês, thorn latirus ou banded tooth latirus) é uma espécie de molusco gastrópode marinho litorâneo do gênero monotípico Opeatostoma, pertencente à família Fasciolariidae. Foi classificada por Edward Burrow em 1815. É nativa do Pacífico Oriental, na costa oeste da América do Norte, do golfo da Califórnia, no México, e passando pela América Central, até o Peru e ilhas Galápagos, na América do Sul.

## Descrição da concha
Concha de até 7.5 centímetros de comprimento, de coloração branca ou castanha (neste caso, com seu perióstraco), dotada de faixas espirais castanhas ou quase negras e de nervuras baixas sobre sua superfície; apresentando espiral moderadamente baixa e canal sifonal curto. Columela fortemente curvada, com duas ou três dobras. Abertura dotada de opérculo córneo, de coloração castanha, branca e com uma estrutura similar a um dente, em sua borda, próxima ao canal sifonal. Este "dente" de abertura é o mais longo desenvolvido por qualquer gastrópode e, por meio dessa estrutura que cresce da ponta da abertura do caramujo, eles se ancoram no substrato de areia e coral de seu habitat. A palavra pseudodon é resultante das denominações pseudo (falso) e odon (dente), provenientes desta estrutura.

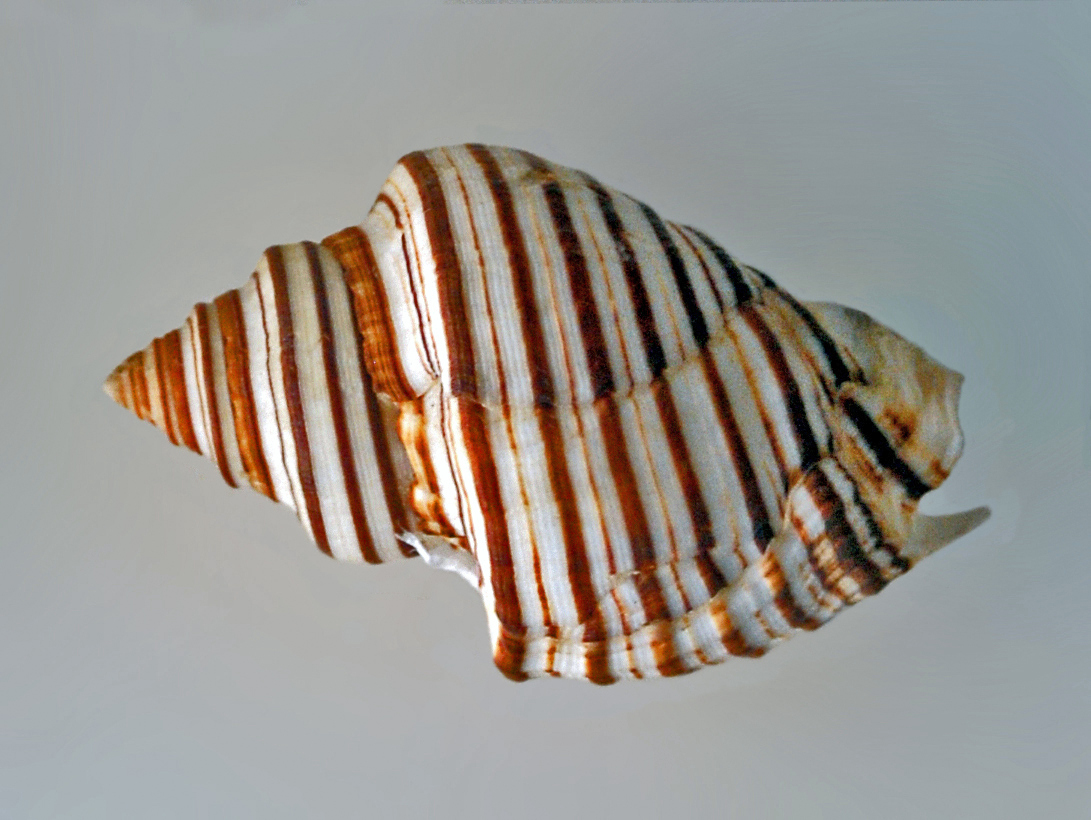
Fotografia de um espécime no Museo Civico di Storia Naturale di Milano, mostrando seu "dente" posterior, próximo ao canal sifonal.

## Habitat
Estes caramujos, ou búzios, vivem embaixo de rochas, geralmente parcialmente enterrados nas areias de coral durante a maré baixa. São ativos noturnamente e se alimentam principalmente de pequenos vermes marinhos e de outros moluscos.